# Ah Peku Patera
L'Ah Peku Patera è una struttura geologica della superficie di Io.